# Bourgondië (regio)
Bourgondië of Boergondië (Frans: Bourgogne) was een van de 21 regio's van Frankrijk, maar ging in 2016 op in Bourgogne-Franche-Comté. Bourgogne heeft een lange geschiedenis als koninkrijk en hertogdom en is eeuwenlang een machtscentrum van betekenis geweest. Tot aan de Franse Revolutie bleef het een zelfstandige Franse provincie rond de stad Dijon. Bourgondië grensde aan provinciën Bourbonnais en Nivernais in het zuid- en noordwesten, Champagne in het noorden, Franche-Comté, Hertogdom Savoye in het noord- en zuidoosten en Dauphiné en Lyonnais in het zuiden.
In 1790 verdween het en werd het opgedeeld in departementen: l'Yonne, Côte-d'Or, Nièvre en Saône-et-Loire.  Belangrijke steden zijn Dijon, Chalon-sur-Saône, Nevers, Auxerre, Mâcon, Beaune.

## Aangrenzende regio's
| Aangrenzende regio's | Aangrenzende regio's | Aangrenzende regio's | Aangrenzende regio's | Aangrenzende regio's |
| -------------------- | -------------------- | -------------------- | -------------------- | -------------------- |
| Île-de-France        |                      | Champagne-Ardenne    |                      |                      |
|                      |                      |                      |                      |                      |
| Centre-Val de Loire  | Franche-Comté        |                      |                      |                      |
|                      |                      |                      |                      |                      |
| Auvergne             |                      |                      |                      | Rhône-Alpes          |

## Koninkrijk Bourgondië
Het eerste koninkrijk Bourgondië werd door het Oost-Germaanse volk van de Bourgondiërs gesticht in de omgeving van Worms, in Rijnland-Palts. Na de vernietiging van dit rijk trok het restant van het volk naar het zuiden en stichtte rond 443 een nieuw rijk rond Genève in Savoye. Dit nieuwe gebied van de Bourgondiërs omvatte zowat de hele Rhônevallei op het moment dat het opging in het Frankische Rijk van Karel de Grote. Bij het Verdrag van Verdun viel het westelijke deel van Bourgondië in West-Francië en het oostelijke deel in het Middenrijk. Het noordwestelijke deel van het voormalige koninkrijk Bourgondië, de latere "regio Bourgondië" werd West-Frankisch en zou evolueren tot het Hertogdom Bourgondië.

## Hertogdom Bourgondië

Vlag van het historische hertogdom Bourgondië

Het noordwestelijke of "Franse" deel van Bourgondië werd een hertogdom onder de Franse kroon in 880. Filips de Goede en Karel de Stoute, hertogen van Bourgondië in de 15e eeuw, wisten hun gebied uit te breiden naar de Lage Landen. De hoofdstad van hun rijk werd in feite naar Brussel overgebracht. Maria van Bourgondië trouwde met een Habsburger. Er volgde de Bourgondische Successieoorlog. Met de Vrede van Atrecht in 1482 verviel onder andere het hertogdom terug aan de Franse kroon. Met de Vrede van Senlis in 1493 ging het Vrijgraafschap Bourgondië opnieuw naar keizer Maximiliaan I.  De Habsburgers verwierven later nog meer gebieden in de Lage Landen. Zo kwamen de Nederlanden voor het eerst onder één heerser (Habsburgs Bourgondië). De hertogen hebben nog met het idee gespeeld daar een nieuw (noordelijk) koninkrijk Bourgondië te stichten. Dat is niet doorgegaan, maar in naam bleef het oude hertogdom Bourgondië bestaan, maar het zou nooit meer een belangrijke rol spelen.

## Provincie Bourgogne

De historische provincie verdeeld over huidige departementen

## Afkomstig uit Bourgondië
- Rodulfus Glaber (980-1046), monnik en geschiedschrijver
- Theodorus Beza (1519-1605), protestants theoloog
- Sébastien Le Prestre de Vauban (1633-1707), maarschalk van Frankrijk
- Joseph Nicéphore Niépce (1765-1833), uitvinder fotografie
- Alphonse de Lamartine (1790-1869), dichter en minister
- Romain Rolland (1866-1944), schrijver